# John Lund
Pour les articles homonymes, voir Lund.
John Lund (né le 6 février 1911 à Rochester, dans l'État de New York et mort le 10 mai 1992 à Los Angeles) est un acteur américain.

## Filmographie partielle
- 1946 : À chacun son destin (To Each His Own) de Mitchell Leisen
- 1947 : Les Exploits de Pearl White (The Perils of Pauline) de George Marshall
- 1947 : Hollywood en folie (Variety Girl) de George Marshall
- 1948 : La Chasse aux millions (Miss Tatlock’s Millions)
- 1948 : La Scandaleuse de Berlin (A Foreign Affair) de Billy Wilder
- 1948 : Les Yeux de la nuit (Night Has a Thousand Eyes) de John Farrow
- 1949 : La Vengeance des Borgia (Bride of Vengeance) de Mitchell Leisen
- 1949 : Ma bonne amie Irma (My Friend Irma), de George Marshall
- 1950 : Chaînes du destin (No Man of Her Own) de Mitchell Leisen
- 1950 : Irma à Hollywood (My Friend Irma Goes West) de Hal Walker
- 1950 : Jamais deux sans toi (Duchess of Idaho) de Robert Z. Leonard
- 1951 : La Mère du marié (The Mating Season) de Mitchell Leisen
- 1951 : La Part du jeu (Darling, How Could You!) de Mitchell Leisen
- 1952 : Ville d'acier (Steel Town) de George Sherman
- 1952 : Just Across the Street de Joseph Pevney
- 1952 : Au mépris des lois de George Sherman
- 1953 : La Femme qui faillit être lynchée (Woman They Almost Lynched) de Allan Dwan
- 1953 : Lune de miel au Brésil (Latin Lovers), de Mervyn LeRoy
- 1955 : La Plume blanche (White feather) de Robert D. Webb
- 1955 : Le Grand Chef (Chief Crazy Horse) de George Sherman
- 1955 : Cinq Fusils à l'ouest (Five Guns West) de Roger Corman
- 1956 : Haute Société (High Society), de Charles Walters
- 1956 : Guet-apens chez les Sioux (Dakota incident) de Lewis R. Foster
- 1960 : Le Rafiot héroïque (The Wackiest Ship in the Army) de Richard Murphy
- 1962 : Le Marchand de fanfares (The Music Man) de Morton DaCosta
- 1962 : Un mari en laisse (If a Man Answers) de Henry Levin